# Johannes Bischko
Johannes Bischko (* 5. August 1922 in Wien; † 5. November 2004) war ein österreichischer Mediziner.

## Leben und Werk
Johannes Bischko wurde als Sohn des Kaufmannes Joseph Bischko und seiner Frau Rudolfine in Wien-Hietzing geboren, wo er auch aufwuchs und das Gymnasium Fichtnergasse besuchte. Er war bis zu seinem Tod verheiratet mit Miriam Bischko, geb. Pola, aus Mailand.
Er studierte an der Universität Wien Medizin und machte die Facharztausbildung zum Chirurgen. Bereits in den 1950er Jahren unternahm er zahlreiche Reisen nach Paris und München, wo er sich eingehend mit der Akupunktur beschäftigte, später folgten Studienreisen nach China. Bekannt wurde er durch seine Bestrebungen, die chinesische Medizin, vor allem Akupunktur, in Europa innerhalb der Schulmedizin zu etablieren. Durch deren wissenschaftliche Aufarbeitung schuf er die Wiener Schule der Akupunktur.
Neben seiner Lehr- und Forschungstätigkeit gründete er 1954 die „Österreichische Gesellschaft für Akupunktur“ und führte ab 1958 eine Akupunkturambulanz in der HNO-Abteilung der Wiener Poliklinik.
Bekannt wurde er einem breiten Publikum, als er 1972 eine Mandeloperation im Hörsaal der Wiener Poliklinik mit Akupunktur als örtlicher Betäubung durchführte. 1972 wurde das Ludwig-Boltzmann-Institut für Akupunktur ins Leben gerufen, das 2005 in Johannes-Bischko-Institut umbenannt wurde.
Für seine Arbeiten bekam er zahlreiche nationale und internationale Auszeichnungen, wie etwa das Österreichische Ehrenkreuz für Wissenschaft und Kunst I. Klasse (1975) und das Goldene Ehrenzeichen für Verdienste um das Land Wien (1987). 1981 bekam er den Berufstitel Professor verliehen. 
Er starb 2004 und wurde am Baumgartner Friedhof bestattet.
Ihm zu Ehren wird auch die Johannes-Bischko-Medaille vergeben.
Im Jahr 2019 wurde in Wien-Hietzing (13. Bezirk) der Johannes-Bischko-Platz nach ihm benannt. Unweit davon hat Bischko in Unter-St.-Veit gewohnt. Sein Erbe pflegt seine Tochter, die Dolmetscherin Silvia Rantasa.

## Publikationen
- Praxis der Akupunktur Einführung in die Akupunktur. Bd. 1–4.
- mit Werner Mang: Die Meridiane Yin und Yang sowie die Lage und Bedeutung ihrer Haupt-, Spezial-, Reunions-, Kardinal- und Meisterpunkte. WBV, Biologisch-Medizinische Verl.-Ges., Schorndorf 1979, ISBN 3-921988-23-3.